# 스왈로우테일 버터플라이
스왈로우테일 버터플라이(スワロウテイル)는 1996년에 개봉한 이와이 슌지감독의 영화이다. 대한민국에서는 2005년에 개봉했다.

## 출연
- 미카미 히로시
- 차라
- 이토 아유미
- 에구치 요스케
- 와타베 아츠로
- 야마구치 토모코
- 아사노 타다노부